# John Beaufain Irving
John Beaufain Irving II. (* 26. November 1825 in Charleston, South Carolina; † 20. April 1877 in New York City) war ein US-amerikanischer Historien-, Genre- und Porträtmaler der Düsseldorfer Schule.

## Leben
Irving kam als zweiter Sohn des Arztes, Reis-Pflanzers, Journalisten und Rennpferde-Besitzers John Beaufain Irving (1800–1881) und dessen Frau Emma Maria, geborene Cruger (1805–1867), in Charleston zur Welt, wo er zunächst in der Verwaltung des Familienbesitzes tätig war, nachdem er das Charleston College absolviert hatte. Sein Interesse für Kunst führte ihn 1847 für ein erstes kurzes Studium der Malerei nach New York City. Die künstlerische Ausbildung setzte er anschließend in Charleston fort. 1851 kehrte er nach New York City zurück, wo er sich an der National Academy School einschrieb. In den Jahren 1851 bis 1854 studierte er dort in der life class, in den Jahren 1852/1853 in der antique class.
In den Jahren 1851 bis 1856 hielt er sich für längere Zeitabschnitte auch in Düsseldorf auf, wo er im Atelier von Emanuel Leutze Privatunterricht nahm. In Düsseldorf verkehrte Irving in einer Kolonie US-amerikanischer Maler, der auch Albert Bierstadt, George Caleb Bingham, William Henry Furness, William Stanley Haseltine, Henry Lewis, William Trost Richards, William Dickinson Washington, Charles Wimar und Worthington Whittredge angehörten. 1855/1856 war Irving Mitglied des Künstlervereins Malkasten. 1857 debütierte Irving auf der Jahresausstellung der National Academy of Design in New York City, die er mit zwei seiner Gemälde aus Düsseldorf beschickt hatte. Im gleichen Jahr stellte er auch ein Bild in der Galerie Eduard Schulte in Düsseldorf aus. Es könnte sich dabei um das heute im Privatbesitz befindliche Gemälde Sir Thomas More Taking Leave of His Daughter, Margaret Roper gehandelt haben.
1858 kehrte er in die Vereinigten Staaten zurück, um sich in Charleston als semi-professioneller Porträtmaler zu betätigen. 1859 heiratete er Mary Hamilton, die in den folgenden Jahren neun Kinder gebar. Infolge des Sezessionskrieges, der die Sklaverei als ökonomische Grundlage der Irving’schen Reis-Plantage beendete, zog Irving 1865 mit seiner Familie nach New York City, wo er sich als Maler von akribischen Historien- und Genrebildern etablierte, 1868 ein Atelier im Künstlerhaus The Tenth Street Studio Building bezog und regelmäßig an Ausstellungen der National Academy of Design teilnahm, deren außerordentliches Mitglied er 1869 und deren Vollmitglied er 1872 geworden war. 1874 kam Irving neben Carl Ludwig Brandt und David Johnson (1827–1908) als Mitglied des Auswahlkomitees für die Jahresausstellung der Akademie in die Kritik, weil sie verschiedene Gemälde von John La Farge zurückgewiesen hatten. Im Jahr 1875, als Irving acht Kinder zu ernähren hatte, befand sich Irving in einer bedrückenden finanziellen Lage. Als er zwei Jahre später starb, wurde sein Tod als Tragödie empfunden. August Belmont, ein Förderer Irvings, hielt eine Benefiz-Ausstellung seiner Kunstsammlung ab, um aus dem Erlös dieser Veranstaltung die verarmten Hinterbliebenen des Malers zu unterstützen. Daniel Huntington, der Präsident der National Academy of Design, würdigte den Verstorbenen 1877 in seiner Ansprache zum Jahrestreffen der Akademie.

## Werke (Auswahl)
- Porträt Henry Lewis, um 1856[3]
- Sir Thomas More Taking Leave of His Daughter, Margaret Roper, spätestens 1857
- Weinprobe, 1869
- Old Church, Düsseldorf, 1873, National Academy Museum, New York City
- The Gossips, 1873
- The Latest News, 1873
- Musketier des 17. Jahrhunderts, 1875
- Bücherwurm, 1875
- Kardinal Wolsey und seine Freunde, 1876
- Die Kenner, präsentiert auf der Weltausstellung Paris 1878
- Bankett in Hampton Court im 16. Jahrhundert
- Selbstporträt, National Academy of Design, New York City